# Tropidurus spinulosus
Tropidurus spinulosus — вид ігуаноподібних ящірок родини Tropiduridae. Мешкає в Південній Америці.

## Поширення і екологія
Tropidurus spinulosus мешкають в центральній і південно-східній Болівії, північно-західному Парагваї та на північному сході Аргентини (на південь до Кордови). Вони живуть в сухих тропічних лісах чако та серед скель.